# シオガマザクラ
シオガマザクラ（新字体：塩竈桜、正字体：鹽竈櫻、慣用形：鹽竃桜。学名：Cerasus serrulata ‘Shiogama’）は、サクラの一種であり、宮城県塩竈市の木でもある。
鹽竈神社境内にある31本が「鹽竈神社の塩竈ザクラ」の名称で国の天然記念物に指定されている。花は八重で花の色は薄桃色。

## 鹽竈神社の鹽竈ザクラ
サトザクラ系のシオガマザクラは花弁が約40片からなる大輪の八重ザクラである。その歴史は古く、堀河天皇の御製に「鹽竃櫻」と見あることから、平安時代には品種として成立していたものと考えられている。古くから著名なサクラとして昭和15年（1940年）には国の天然記念物に指定された。
その後高齢木のため枯死したため、昭和34年（1959年）に天然記念物の指定が解除された。しかし枯死直前に鹽竈神社の庭師である松木操により接木がされ、京都のサクラ研究家である佐野藤右衛門の指導を受けて「塩竈桜保存会」が苗木を育成した。
保存会の努力により育った苗木は、鹽竈神社境内に54本植えられ、このうち31本が昭和62年（1987年）12月17日に国の天然記念物として再指定された。

## 補注

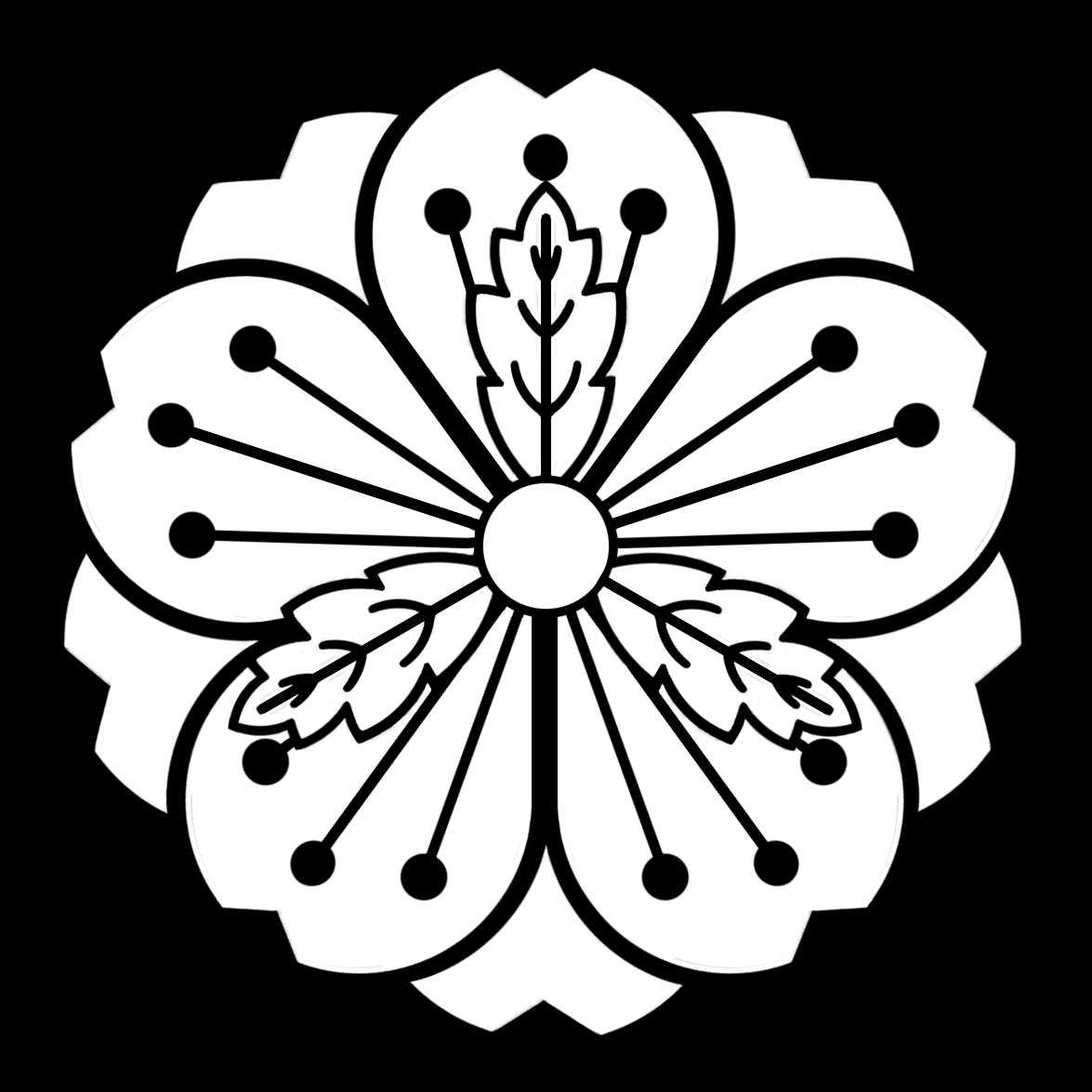
塩竈桜紋